# SPL∞ASH
SPL∞ASH（スプラッシュ）は、日本の女性ローカルアイドルユニット。2010年9月に、アクターズスクール広島から誕生。「ご当地アイドル殿堂入り」。

## 概要
1999年に開校したアクターズスクール広島のスクール生による、頑張る人にエールを送る、元気な応援団ユニットである。ユニット名末尾のASHはアクターズスクール広島を、中央の∞は「無限大」を表す。
2014年からは、同じく広島をホームとするJリーグ・サンフレッチェ広島のPRを行う『サンフレッチェ・レディース』に起用されている。
2017年9月2日、TOKYO DOME CITY HALLで行われた全国のアイドルによる国民的アニメソングのカバーコンテスト『愛踊祭〜あいどるまつり〜』において、全国の予選を勝ち抜いた11組のなかから優勝を果たす。また、ベストオーディエンス賞も合わせて受賞。
2020年8月29日、結成10年を迎えて日本ご当地アイドル活性協会より『ご当地アイドル殿堂入り』に認定された。

## メンバー

### メンバー
| 名前        | よみ          | 生年月日              | ニックネーム         | ASH期 | スプラ期 | カラー | 備考                                                                                |
| ----------- | ------------- | --------------------- | -------------------- | ----- | -------- | ------ | ----------------------------------------------------------------------------------- |
| 白娜        | はくな        | 2008年8月1日（16歳）  | なーたん、なぁちゃん | 46期  | 10期     | 黄     |                                                                                     |
| 八島 ゆきな | やしま ゆきな | 2008年12月9日（16歳） | ゆきちゃん           | 44期  | 10期     | ライム | 元MAX♡GIRLS                                                                         |
| 田口 珠梨   | たぐち じゅり | 2008年7月2日（17歳）  | うりちゃん           | 47期  | 11期     | 桃     |                                                                                     |
| 尾茂井 奏良 | おもい そら   | 2009年3月6日（16歳）  | そらっぴ、そらちゃん | 29期  | 11期     | 水     | プラチナムプロダクション所属 Stamaga★Fille専属モデル ミスマガジン2024読者特別賞受賞 |
| 根波 夢依咲 | ねば めいさ   | 2011年5月15日（14歳） | めいめい             | 43期  | 12期     | 赤     | 元MAX♡GIRLS                                                                         |
| 末田 充     | すえた みちる | 2008年8月18日（16歳） | みっちー             | 49期  | 12期     | 青     |                                                                                     |

### 元メンバー
| 名前       | よみ            | 生年月日               | ニックネーム                 | ASH期 | スプラ期 | カラー   | 備考                                                                                                  |
| ---------- | --------------- | ---------------------- | ---------------------------- | ----- | -------- | -------- | --- |
| 中元さくら | なかもと さくら | 1998年3月26日（27歳）  | さくらん                     | 15期  | 1期      | ピンク   | |
| 佐々木綾香 | ささき あやか   | 1995年8月16日（29歳）  | あやさん                     | 19期  | 1期      | 緑       | |
| 赤澤那奈   | あかざわ なな   | 1994年8月10日（30歳）  | ななちん                     | 9期   | 1期      | 赤       | 「スクリーンズ」（トリプルアップ）                                                                    |
| 松前香帆   | まつまえ かほ   | 1993年11月24日（31歳） | かっぽん                     | 3期   | 1期      | 水       | Group3→KaHO&MagicTouch （ボーカル）まなみのりさの松前吏紗は姉                                         |
| 中元日芽香 | なかもと ひめか | 1996年4月13日（29歳）  | ひめたん                     | 16期  | 1期      | オレンジ | 元乃木坂46                                                                                            |
| 花岡菜積   | はなおか なつみ | 1996年6月24日（29歳）  | なったん                     | 23期  | 2期      | 水       | 第14回全日本国民的美少女コンテスト 音楽部門賞 オスカープロモーション所属 「花岡なつみ」としてデビュー |
| 植木美心   | うえき みう     | 2001年1月19日（24歳）  | うーちゃん                   | 19期  | 3期      | 緑       | 元風光ル梟 / Dancing Dolls 現THE COINLOCKERS                                                          |
| 佐藤春佳   | さとう はるか   | 1996年4月16日（29歳）  | はるるん （卒業後 はる）     | 21期  | 2期      | 赤       | バング（ボーカル・ギター）                                                                            |
| 矢野未来   | やの みらい     | 1997年12月13日（27歳） | みらぽん                     | 9期   | 1期      | 紫       | |
| 志水愛美   | しみず まなみ   | 1998年2月22日（27歳）  | まなみん                     | 19期  | 1期      | 黄       | |
| 山本杏奈   | やまもと あんな | 1997年11月30日（27歳） | あんにゃ、あんぴよ           | 16期  | 1期      | 青       | =LOVE                                                                                                 |
| 今村美月   | いまむら みつき | 2000年2月19日（25歳）  | みちゅ                       | 20期  | 3期      | ピンク   | 元STU48                                                                                               |
| 段原梨里   | だんばら りり   | 1998年10月1日（26歳）  | りり、りりっち               | 19期  | 2期      | オレンジ | Juice=Juiceの段原瑠々は妹                                                                             |
| 由良朱合   | ゆら あかり     | 1999年3月12日（26歳）  | ぁかりん （卒業後 ゆらりん） | 26期  | 4期      | 水       | 元STU48研究生 UniChØrd                                                                                |
| 米田みいな | よねだ みいな   | 2001年9月11日（23歳）  | みいてぃん                   | 21期  | 5期      | 赤       | 元ラストアイドル2期生アンダーメンバー zanka                                                           |
| 中村葵生   | なかむら あおい | 2000年4月1日（25歳）   | あおちゃん                   | 30期  | 5期      | 紫       | |
| 倉岡蒼空   | くらおか そうら | 2003年8月24日（21歳）  | そうらん                     | 32期  | 6期      | 青       | |
| 川又 優菜  | かわまた ゆうな | 2003年12月10日（21歳） | ゆなゆな                     | 34期  | 7期      | ピンク   | 元MAX♡GIRLS STU48                                                                                     |
| 泉 舞衣子  | いずみ まいこ   | 2002年10月25日（22歳） | まいこてぃん                 | 22期  | 5期      | 緑       | |
| 岩田ちひろ | いわた ちひろ   | 2000年4月25日（25歳）  | ちぃ                         | 34期  | 6期      | 黄       | 元 L・I・E・P                                                                                         |
| 高竹香夢   | たかたけ かのん | 2002年3月12日（23歳）  | かにょん                     | 17期  | 6期      | ライム   | 香萌萌                                                                                                |
| 永尾梨央   | ながお りお     | 2003年6月15日（22歳）  | りお、のりお                 | 30期  | 7期      | オレンジ | TIF2021オーディション合格 可憐なアイボリー リーダー                                                   |
| 高田萌子   | たかた もえこ   | 2002年4月12日（23歳）  | もこち                       | 40期  | 8期      | 青       | 香萌萌                                                                                                |
| 岡田あずみ | おかだ あずみ   | 2003年1月20日（22歳）  | あずみん、どぅ               | 36期  | 7期      | 水       | STU48 2.5期生 3代目キャプテン                                                                         |
| 中嶋朝香   | なかしま あさか | 2005年5月6日（20歳）   | あーたん                     | 32期  | 8期      | 緑       | 元革命少女 元MAX♡GIRLS IVY JCT                                                                        |
| 畝本心音   | うねもと しおん | 2006年3月20日（19歳）  | しおん                       | 35期  | 9期      | 青       | 双子の姉 mofmof IVY JCT                                                                               |
| 畝本香音   | うねもと かのん | 2006年3月20日（19歳）  | かのん                       | 35期  | 9期      | ピンク   | 双子の妹 mofmof IVY JCT                                                                               |
| 室井萌々   | むろい もも     | 2004年3月30日（21歳）  | もも、ムロモモ               | 41期  | 8期      | 紫       | 大窪シゲキの9ジラジ 元水曜日アシスタントDJ 香萌萌                                                     |
| 梶田和子   | かじた わこ     | 2006年2月17日（19歳）  | わこ                         | 31期  | 8期      | 赤       | 元Peony                                                                                               |
| 奥野心羽   | おくの ここは   | 2005年2月20日（20歳）  | ここは                       | 46期  | 10期     | 桃       | SKE48 チームKII                                                                                       |
| 佐竹田珠弓 | さたけだ みく   | 2005年8月17日（19歳）  | みっくー、みっくん、だーみく | 43期  | 10期     | 水       | 元peony                                                                                               |
| 西原悠桜   | にしはら ゆら   | 2006年11月26日（18歳） | ゆらこ、ゆら                 | 39期  | 11期     | 赤       | 元BLACK♰ROSE 可憐なアイボリー新メンバーオーディション合格                                             |
| 松本流歌   | まつもと るいか | 2008年3月18日（17歳）  | るいか、るー                 | 38期  | 10期     | 紫       | 元MAX♡GIRLS                                                                                           |
| 住田愛子   | すみだ あいこ   | 2007年9月21日（17歳）  | あいこ、あいこちゃま         | 39期  | 10期     | 緑       | トロット・ガールズ・ジャパン ファイナリスト                                                           |
| 柳本愛     | やなぎもと あい | 2007年5月5日（18歳）   | あいあい                     | 33期  | 9期      | オレンジ | 元MAX♡GIRLSリーダー ラストブルー                                                                      |

## 構成の推移
- 2010年9月8日、SPL∞ASHオフィシャルブログ・Twitterデビュー。

　メンバーは赤澤那奈、松前香帆、中元日芽香、佐々木綾香、　中元さくら、志水愛美、山本杏奈、矢野未来。
- 2011年8月、中元日芽香、赤澤那奈、松前香帆がSPL∞ASHを卒業。（中元日芽香は8月25日にブログ記事で卒業を発表。

　　赤澤那奈、松前香帆は9月のAutumn Actでステージ上で卒業）
- 2011年9月23日、Autumn Actにて佐藤春佳、花岡菜積、段原梨里が加入。
- 2012年3月11日、佐々木綾香が卒業。
- 2013年5月5日、中元さくらが卒業。
- 2013年7月20日、ナミキジャンクションでのAMAZING LIVE vol.1 〜SPL∞ASH新メンバー発表〜において、

　　今村美月、植木美心が加入。
- 2014年4月29日、HIROSHIMA BACKBEATでのAMAZING LIVE vol.5 〜春のSPL∞ASHカーニバル〜において、花岡菜積がSPL∞ASH卒業を発表

（ビデオレター）、由良朱合が加入。
- 2014年10月25日、植木美心が卒業。
- 2015年7月20日、佐藤春佳が卒業。
- 2015年10月10日、矢野未来が卒業。
- 2016年1月30日、泉舞衣子、米田みいな、中村葵生が加入。
- 2016年3月26日、志水愛美が卒業。
- 2016年12月17日、山本杏奈が卒業。（2017年4月29日、=LOVEのメンバーとして発表される）
- 2017年2月1日、岩田ちひろ、倉岡蒼空、高竹香夢が加入。
- 2017年3月19日、今村美月が、STU48第1期生オーディション最終審査の仮合格者となる。
- 2017年3月20日、今村美月が卒業。（3月31日、STU48の正式メンバーとして発表される）
- 2017年11月19日、段原梨里が卒業。
- 2018年1月21日、由良朱合が第3回AKB48グループドラフト会議でSTU48に指名される。
- 2018年2月12日、由良朱合が卒業を発表。
- 2018年6月24日、7期研修生として、岡田あずみ、川又優菜、永尾梨央が加入。
- 2018年10月6日、米田みいなが卒業。（翌日、ラストアイドル2期生アンダーメンバーとして発表される）
- 2018年12月23日、中村葵生が卒業。
- 2019年3月15日、倉岡蒼空が卒業。
- 2019年6月23日、8期研修生として、梶田和子、高田萌子、中嶋朝香、室井萌々、が加入。
- 2019年10月27日、川又優菜が、STU48第2期生オーディション最終審査～少女の夢の扉を開けるのはアナタだ！～の合格者となる。

　　（当日投票による特別枠5名中4位）
- 2019年11月4日、向島運動公園でのにこぴんしゃん祭り歌のアイドルステージにおいて、川又優菜がSPL∞ASH卒業を発表。
- 2019年12月21日、泉舞衣子が卒業。
- 2020年1月25日、岩田ちひろが卒業。（6月18日、L・I・E・Pのメンバーとして発表される）
- 2021年2月2日、SHOWROOMで9期研修生として、畝本心音、畝本香音、柳本愛、が加入。
- 2021年7月23日、高竹香夢が卒業。（8月1日よりF.D.K.でタレントとして活動する事が発表となる。）
- 2021年9月18日、永尾梨央が卒業。（10月3日、可憐なアイボリーとしてTIF2021でメジャーデビューする）
- 2021年12月12日、高田萌子が卒業。（F.D.K.でタレントとして活動。元メンバーの香夢・萌々とのユニット、香萌萌として活動中）
- 2022年3月31日、岡田あずみが卒業。
- 2022年6月26日、10期研修生として、奥野心羽、佐竹田珠弓、住田愛子、白娜、松本流歌、八島ゆきな、が加入。
- 2022年7月21日、中嶋朝香、畝本心音、畝本香音が、idolAward2021ガールズグループオーディションの、デビューメンバーと

　　なる事が発表される。
- 2022年7月31日、中嶋朝香、畝本心音、畝本香音が卒業。（8月17日、グループ名がPrime Stoneに決まる）
- 2022年12月3日、室井萌々が卒業。（F.D.K.でタレントとして活動する事が発表となる。）

　　10期研修生が正規メンバーとして昇格　（奥野心羽：桃　佐竹田珠弓：水　住田愛子：緑　松本流歌：紫　白娜：黄　八島ゆきな：ライム に決定）
- 2023年3月31日、佐竹田珠弓が学業に専念する為、スクールとSPL∞ASHの活動を休止する事が発表され、SNSもすべて削除する。
- 2023年7月1日、梶田和子が卒業。
- 2023年8月31日、奥野心羽が卒業。（10月1日、SKE48の12期研究生として発表される。）
- 2024年2月3日、エディオン紙屋町ホールで行われたASH劇場で、11期研修生の一人として西原悠桜の加入が発表される。
- 2024年3月14日、スクールとSPL∞ASHの活動を休止していた、佐竹田珠弓が活動再開。
- 2024年3月20日、ASH2024スプリングACTで、11期研修生として田口珠梨と尾茂井奏良の加入と、佐竹田珠弓の卒業が発表される。
- 2024年4月20日、佐竹田珠弓が卒業。
- 2024年6月29日、ASH劇場で11期研修生が正規メンバーとして昇格　（西原悠桜：赤　田口珠梨：桃　尾茂井奏良：水 に決定）
- 2024年9月24日、西原悠桜が、可憐なアイボリー新メンバーオーディションに合格した事が発表される。
- 2024年9月29日、西原悠桜が卒業。
- 2024年9月30日、松本流歌が卒業。
- 2024年11月16日、住田愛子が卒業。
- 2024年12月7日、柳本愛が卒業。（2025年5月16日、ラストブルーのメンバーに加入する事が発表される。）
- 2024年12月22日、ASHクリスマスLIVE2024で、12期研修生として根波夢依咲と末田充の加入が発表される。
- 2025年6月29日、ASH劇場で12期研修生が正規メンバーとして昇格　（根波夢依咲：赤　末田充：青 に決定）

## イベント
- 2013年12月13日、U.M.U AWARDにファイナリストとして出演（原宿クエストホール）。
- 2014年8月2日・3日、TOKYO IDOL FESTIVAL 2014に出演。
- 2015年8月1日、TOKYO IDOL FESTIVAL 2015に出演。
- 2015年9月22日、愛踊祭2015決勝大会に中国・四国エリア代表として出場、審査員特別賞受賞。
- 2016年8月6日、TOKYO IDOL FESTIVAL 2016に出演。
- 2016年9月10日、愛踊祭2016決勝大会に中国・四国エリア代表として出演。
- 2017年9月2日、愛踊祭2017決勝大会に中国・四国エリア代表として出演、優勝。

2019年
- 2019年4月13日・14日、広島県民文化センターで行われた、ポップカルチャーひろしまに、2日間とも出演
- 2019年7月7日、岡山CRAZY MAMA KINGDOMで行われた、新天使革命 Release Partyに出演
- 2019年10月13日、広島国際学院大学で行われた、高城祭に出演
- 2019年10月26日、フレスタモールカジル横川で行われた、横川ゾンビナイトに出演
- 2019年11月4日、尾道市向島町向島運動公園で行われた、第29回にこぴんしゃん祭に出演
- 2019年12月8日、広島駅南口地下広場で行われた、ヒューマンフェスタ2019ひろしまの2日目に出演
- 2019年12月15日、基町クレドふれあい広場で行われた、ひろしまドイツ・クリスマスマーケット2019の3日目に出演

2020年
- 2020年2月8日、LIVE VANQUISHで行われた、GIG TAKAHASHI tour 2020にオープニングアクトとして出演
- 2020年2月21日、フレスタモールカジル横川で行われた、開幕目前サンフレッチェ広島応援イベントに出演
- 2020年9月5日、Live space Reedで行われた、HIROSHIMA ONLINE AR LIVEFES2020に出演（無観客配信のみ）
- 2020年9月22日、庄原市備北丘陵公園で行われた、サンフレッチェ広島応援イベントの4日目に出演

2021年
- 2021年7月23日、広島駅南口地下広場で行われた、高竹香夢卒業ステージに出演
- 2021年10月30日、フレスタモールカジル横川で行われた、横川ゾンビナイトの1日目に出演
- 2021年12月12日、テレビ新広島の9F新スタジオで行われた、ASH劇場2021広島スペシャルに出演

2022年
- 2022年6月26日、feelNEO主催のNEO CITY#4,5で、広島セカンドクラッチにて、feelNEOとのツーマンLIVEに出演
- 2022年8月11日、広島空港で行われた、ソラミィフェスタに出演
- 2022年9月23日、庄原市備北丘陵公園で行われた、サンフレッチェ広島応援イベントの1日目に出演
- 2022年10月22日、倉敷市で行われた、feelNEO主催のKIBIDANGO FESに出演
- 2022年12月3日、エディオン広島本店の9Fにある、エディオン紙屋町ホールで行われた、室井萌々卒業LIVEに出演

　　10期研修生が正規メンバーとなる
- 2022年12月24日、広島駅南口地下広場で行われた、アクターズスクール広島クリスマスライブinエールエールに出演

2023年
- 2023年1月14日、JMSアステールプラザ大ホールで行われた、まなみのりさの最後の広島大感謝祭に出演
- 2023年1月21日、広島駅南口地下広場で行われた、島根ふるさとフェアの1日目に出演
- 2023年2月12日、フレスタモールカジル横川で行われた、ぶちあつサンフレッチェ祭りに出演
- 2023年3月26日、広島駅南口地下広場とエールエールA館屋上行われた、瀬戸内アイドルフェスティバルの3日目に出演
- 2023年4月15日、エディオン紙屋町ホールで行われたASH劇場に出演
- 2023年6月10日、ひろしまフラワーフェスティバル、エディオンさくらステージと、NHK広島放送局シクラメンステージに出演
- 2023年7月1日、エディオン紙屋町ホールで行われた、梶田和子卒業LIVEに出演
- 2023年10月14日、NTTクレドホールで行われた、ポップカルチャーひろしま2023の1日目に出演
- 2023年11月5日、広島市中小企業会館で行われた、ひろしまバスまつりに出演
- 2023年12月24日、広島駅南口地下広場で行われた、アクターズスクール広島クリスマスライブ2023に出演

2024年
- 2024年1月20日、広島グリーンアリーナで行われた、島根ふるさとフェア2024の1日目に出演 ※愛子・白娜・ゆきなお休み
- 2024年4月20日、エディオン紙屋町ホールで行われたASH劇場に出演
- 2024年5月3日、ひろしまフラワーフェスティバル、1日目のエディオンさくらステージに出演
- 2024年5月4日、ひろしまフラワーフェスティバル、2日目のNHK広島放送局シクラメンステージに出演
- 2024年5月18日、福山市で行われた、福山ばら祭2024の1日目、福山駅南釣人広場でのパフォーマンスに出演
- 2024年6月29日、エディオン紙屋町ホールで行われた、ASH劇場に出演

　　11期研修生が正規メンバーとなる
- 2024年11月16日、エディオン紙屋町ホールで行われた、住田愛子卒業LIVEに出演
- 2024年12月7日、エディオン紙屋町ホールで行われた、柳本愛卒業LIVE～オラに愛を分けてくれ～に出演
- 2024年12月22日、TSS別館9Fスタジオで行われた、アクターズスクール広島クリスマスライブ2024に出演

2025年
- 2025年1月18日、ひろしまゲートパークで行われた、島根ふるさとフェア2025の1日目に出演
- 2025年2月8日、エディオン紙屋町ホールで行われた、ASH劇場に出演
- 2025年3月1日、エディオン紙屋町ホールで行われた、紫のライブに出演
- 2025年4月5日、広島パルコ新館9Fにある、タワーレコード広島店で行われた、『アクターズスクール広島25thアニバーサリーBOOK -NEW HORIZON-』の発売記念イベントライブに出演
- 2025年4月19日、エディオン紙屋町ホールで行われた、ASH劇場に出演
- 2025年5月3日、ひろしまフラワーフェスティバル、1日目のエディオンピースウイング広島ハナショウブステージに、サンフレッチェ・レディースとして出演
- 2025年5月4日、ひろしまフラワーフェスティバル、2日目の基町クレドパセーラのダリアステージと、NHK広島放送局シクラメンステージに出演
- 2025年5月6日、広島ALMIGHTYで行われた、月間PAMの全国ライブツアーにゲストで出演
- 2025年6月29日、エディオン紙屋町ホールで行われた、ASH劇場に出演

　　12期研修生が正規メンバーとなる　
- 2025年7月25日、広島駅南口地下広場で行われた、TOWANA&HINAYO卒業ライブに出演　※ゆきな・夢依咲お休み

## ディスコグラフィー

### シングル
| 番号 | 発売年月日    | タイトル                     | 収録曲                                                                                            |
| ---- | ------------- | ---------------------------- | ------------------------------------------------------------------------------------------------- |
| 1st  | 2010年9月8日  | FIGHT! FIGHT! FIGHT!         | 1. FIGHT!FIGHT!FIGHT! 2. NEVER GIVE UP                                                            |
| 2nd  | 2014年5月3日  | SPL∞ASH vol.2                | 1. 絶対!DON'T CRY 2. まかせてGOOD JOB 3. 君のスピードで                                           |
| 3rd  | 2015年5月2日  | ときめいてハットトリック2015 | 1. ときめいてハットトリック2015 2. ときめいてハットトリック The METAL                             |
| 4th  | 2019年3月31日 | 雲の切れ間に                 | 1. 雲の切れ間に 2. 雲の切れ間に(OFF VOCAL) 3. スペシャル対談～スプラより愛をこめて～(BONUS TRACK) |
| 5th  | 2020年3月31日 | 輝く私で                     | 1. 輝く私で(SPL∞ASH) 2. 輝く私で(BLACK ROSE) 3. 輝く私で(OFF VOCAL)                               |

### アルバム
| 番号               | 発売年月日     | タイトル | 収録曲 | 備考                                            |
| ------------------ | -------------- | -------- | --- | ----------------------------------------------- |
| ベストミニアルバム | 2017年11月19日 | TSUBASA  | 1. TSUBASA 2. FIGHT! FIGHT! FIGHT! 3. NEVER GIVE UP 4. 君のスピードで 5. invisible 6. 初めての・・<Audio Drama> 7. デート in the スタジアム | 光Ver. 華Ver. 森Ver. 空Ver. のジャケット4種あり |

## タイアップ
- 「輝く私で」（テレビ新広島『Japan in Motion』エンディング曲）

## 出演
テレビ
- TSS天気予報（テレビ新広島） 火曜 22：54〜23：00 不定期出演（サンフレッチェレディースとしてSPL∞ASHのライブ映像が流れる）
- テレビ派 街角脳トレ（2018年4月10日、広島テレビ） 米田みいな・岩田ちひろ

ラジオ
- ひろしまコイらじ（NHKラジオ） 火曜 17：05〜17：55　火曜日ティーンズレギュラー（メンバーが週替わりで出演）
- インディーズ・アロー（FMはつかいち） 水曜日 19：00〜20：00　不定期で収録インタビュー

配信
- ぽるぽるLIVE『ひろしま地下LIVE ぶちアゲ↑7↓ダウン』（2019年4月11日 - ）毎週木曜

雑誌
- 紫熊倶楽部 (2019年12月号 - 2021年10月号)
- 週刊プレイボーイ (2015年12月7日号)

その他
- サンフレッチェ広島のHOME戦で、サンフレッチェレディースとして出演中
- JMSアステールプラザ大ホールで、年2回行われる発表会（SPRING ACT、AUTAM ACT）に出演

## CM
- 個別指導 Axis（アクシス）
- KRAFT フィラデルフィア 贅沢3層仕立ての濃厚クリーミーチーズ（2017年11月）
- 濃密ギリシャヨーグルト PARTHENO（パルテノ）（2017年11月）
- 花王 ビオレu 泡ハンドソープ 「弱酸性のあいつ 篇」（2018年） 中国・四国（広島）代表「SPL∞ASH」[7]